# Tokamak Superconductor Experimental Avanzado

Análogo de reactor de fusión termonuclear por confinamiento magnético, de la clase Tokamak en el MIT.

El Tokamak Superconductor Experimental Avanzado (en inglés: Experimental Advanced Superconducting Tokamak, más conocido por las siglas EAST (designación interna HT-7U) es un reactor tokamak experimental superconductor de energía de fusión confinada magnéticamente en Hefei, China, donde se halla el Instituto de Física del Plasma que está llevando a cabo dichos experimentos para la Academia China de las Ciencias. Se encuentra operativo desde 2006. Posteriormente pasó a quedar bajo el control de los Institutos Hefei de Ciencia Física.
Es el primer tokamak que emplea imanes toroidales y poloidales superconductores; apuntando a pulsos de plasma de hasta 1000 s.

## Historia
El proyecto se propuso en 1996 y se aprobó en 1998. Según un calendario de 2003, los edificios y las instalaciones del sitio se construirían en 2003. El ensamblaje del tokamak se llevó a cabo desde 2003 hasta 2005. La construcción se completó en marzo de 2006 y el 28 de septiembre de 2006 se logró el "primer plasma".
El reactor es una mejora sobre el primer dispositivo superconductor de tokamak de China, denominado HT-7, construido por el Instituto de Física del Plasma, en sociedad con Rusia a principios de los años noventa.
Según informes oficiales, el presupuesto del proyecto es de 300 millones de yuanes (aprox. 37 millones de dólares estadounidenses), lo que significa entre 1/15 y 1/20 del costo de un reactor comparable construido en otros países.

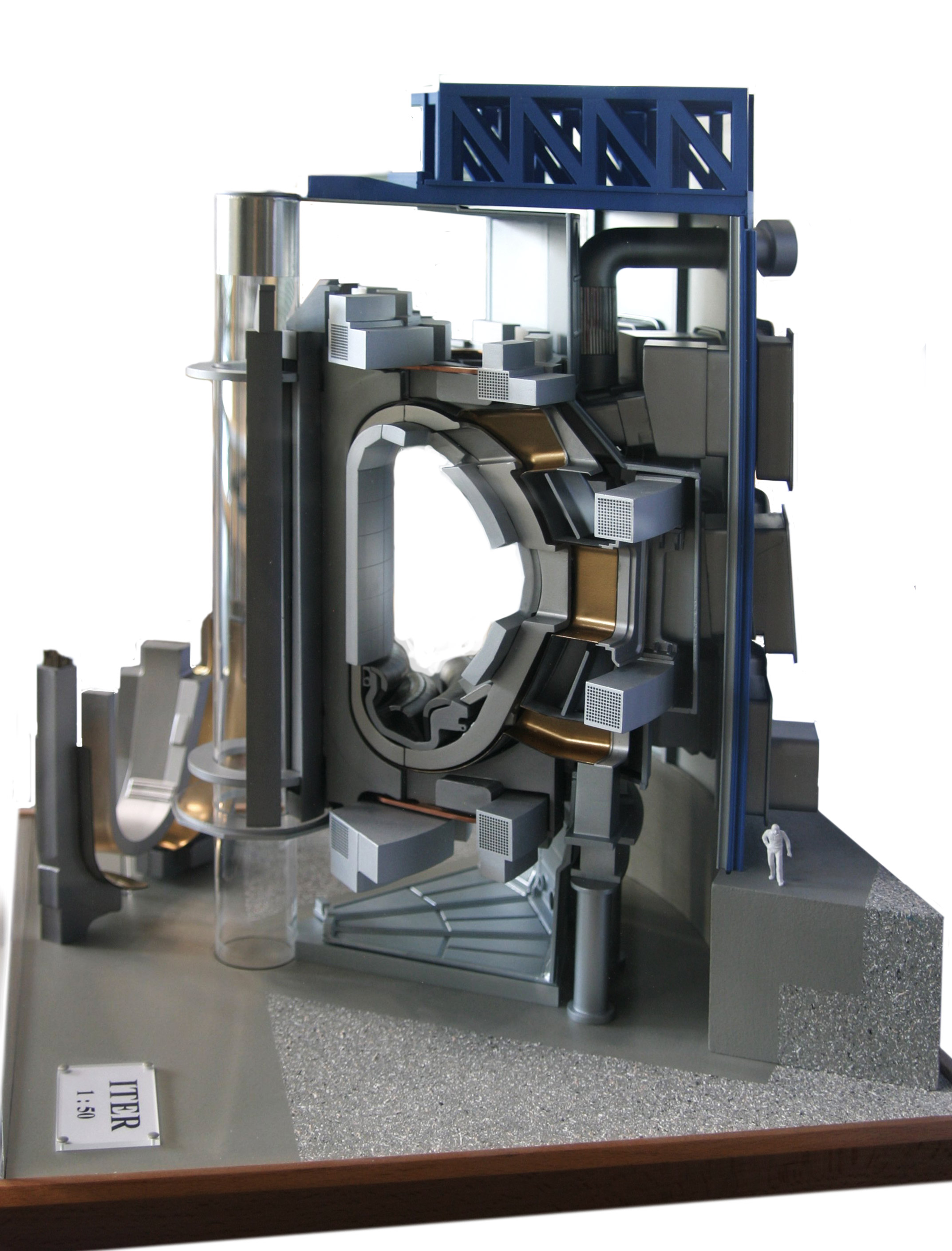
Sección del interior de un tokamak en el ITER.

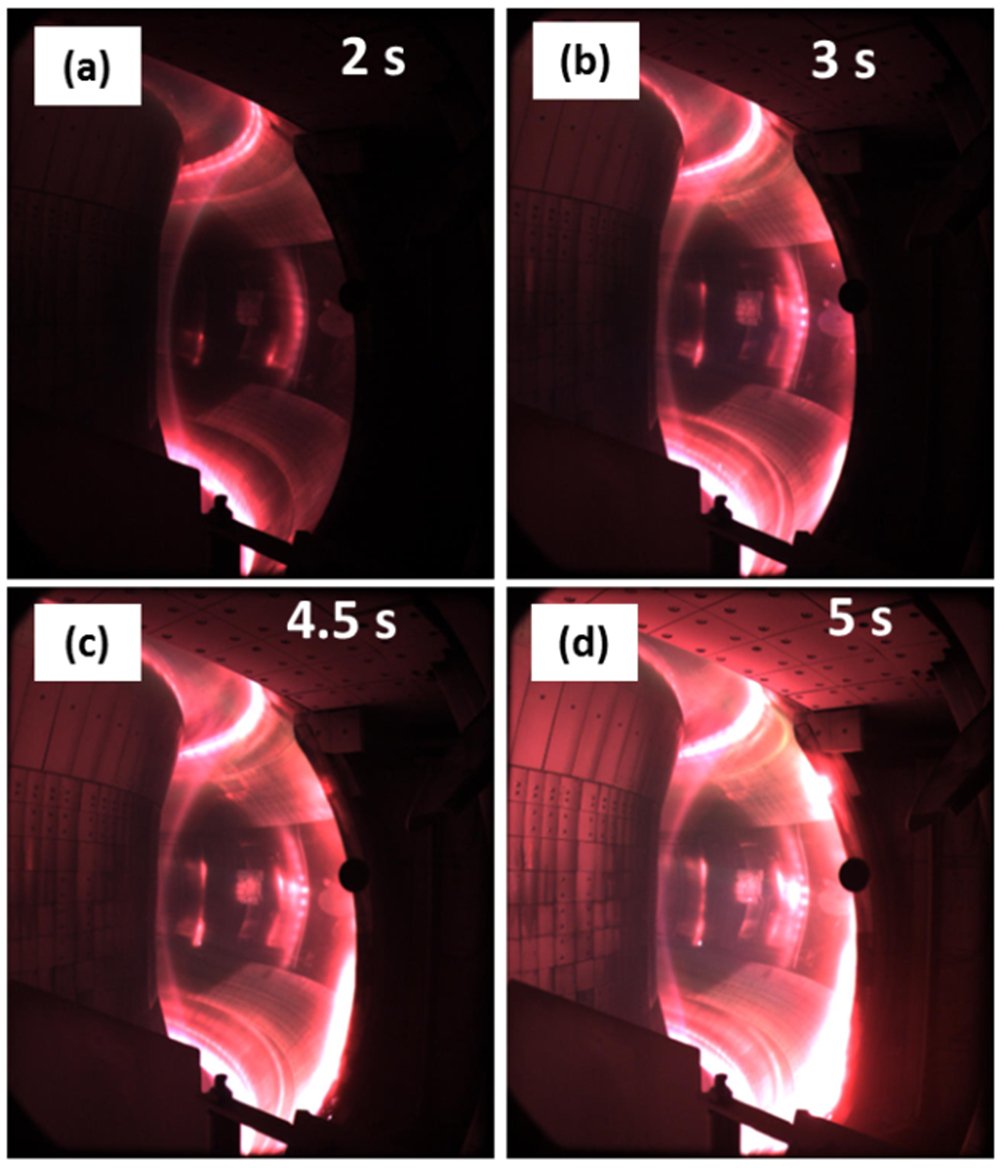
Plasma en el EAST

## Operaciones y resultados

### Fase I
El 28 de septiembre de 2006, se logró el primer plasma: la primera prueba duró casi tres segundos y generó una corriente eléctrica de 200 kA.
En enero de 2007, «el reactor creó un plasma que duró casi cinco segundos y generó una corriente eléctrica de 500 kA».
El 7 de noviembre de 2010, EAST logró su primer plasma en modo de alto confinamiento (modo H), por LHW alone. 
En mayo de 2011, este dispositivo EAST se convirtió en el primer tokamak en sostener con éxito, plasma en Modo H (alto confinamiento) durante más de 30 s a una temperatura de unos 50 millones de K.

### Fase II
El 29 de noviembre de 2011, se llevó a cabo la ceremonia de corte de cinta para el proyecto del sistema de calefacción auxiliar EAST, que significó la entrada del EAST en “Fase-II”.
El 19 de mayo de 2014, después de un receso de actualización de casi 20 meses desde septiembre de 2012, EAST estaba listo para la primera ronda de la campaña experimental en 2014. Así, en mayo de 2015, el dispositivo EAST reportó corrientes de 1 MA, y en modo de alto confinamiento (en) durante 6,4 s.
En febrero de 2016, se mantuvo un pulso de plasma durante 102 s a ~ 50 millones de K. Flujos de plasma de 400 kA con una densidad de cerca de 2,4 x 1019/m³ con temperatura que aumenta lentamente.
El 2 de noviembre de 2016, el dispositivo EAST se convirtió en el primer tokamak en mantener con éxito el plasma en modo de alto confinamiento (modo H) durante más de un minuto en ~ 50 millones K. Y el 3 de julio de 2017, el dispositivo EAST se convirtió en el primer tokamak que exitosamente sostuvo el plasma en Modo H, por más de 100 s a ~50 millones K.
El 12 de noviembre de 2018, EAST alcanzó un hito de 100 millones de Kelvin.

## Objetivos físicos
China es miembro del consorcio ITER, y EAST es un banco de pruebas para tecnologías ITER.
EAST fue designado para testear:
- imanes superconductores de Nb-Ti con descomposición poloidal-toroidal, convirtiéndolo en el primer tokamak con superconductores toroidales e imanes poloidales
- Accionamiento de corriente no inductivo
- Pulsos de hasta 102 seg con 0,5 MA corriente de plasma.
- Esquemas para controlar las inestabilidades de plasma a través de diagnósticos en tiempo real.
- Materiales para desviadores y componentes de revestimiento de plasma.
- Operaciones con βN = 2 y un factor de confinamiento H89 > 2

## Parámetros del Tokamak
| Descomposición poloidal-toroidal, Bt                            | 3,5 T                                                            |
| Corriente de plasma, IP                                         | 1,0 MA                                                           |
| Radio mayor, R0                                                 | 1.85 m                                                           |
| Radio menor, a                                                  | 0,45 m                                                           |
| Relación de aspecto, R/a                                        | 4,11                                                             |
| Elongación del plasma, κ                                        | 1,6–2                                                            |
| Triangularidad, δ                                               | 0,6–0,8                                                          |
| Calor de resonancia iónica ciclotrónica (ICRH)                  | 3 MW                                                             |
| Unidad de corriente híbrida inferior (LHCD)                     | 4 MW                                                             |
| Ciclotrón de electrones con calentamiento por resonancia (ECRH) | Ninguno actualmente (0,5 MW planeados)                           |
| Inyección de haz neutro (NBI)                                   | Ninguno actualmente (planeado)                                   |
| Longitud de pulsado                                             | 1–1000 seg                                                       |
| Configuración                                                   | desviador de doble nulo Limitador de bomba Desviador nulo simple |